# Castets
Castets (gaskonsko Castèths) je naselje in občina v jugozahodnem francoskem departmaju Landes regije Akvitanije. Leta 2009 je naselje imelo 1.945 prebivalcev.

## Geografija
Kraj leži v pokrajini Gaskonji 22 km severozahodno od Daxa.

## Uprava
Castets je sedež istoimenskega kantona, v katerega so poleg njegove vključene še občine Léon, Lévignacq, Linxe, Lit-et-Mixe, Saint-Julien-en-Born, Saint-Michel-Escalus, Taller, Uza-les-Forges in Vielle-Saint-Girons z 10.325 prebivalci (v letu 2009).
Kanton Castets je sestavni del okrožja Dax.

## Zanimivosti
- cerkev sv. Jerneja in Roka;

## Promet
Castets se nahaja ob državni cesti (Route nationale) RN 10, ki povezuje Montigny-le-Bretonneux, jugozahodno predmestje Pariza, in Urrugne (okrožje Bayonne) na meji s Španijo.